# Mörk skivlav
Mörk skivlav (Schaereria fuscocinerea) är en lavart som först beskrevs av William Nylander och fick sitt nu gällande namn av Clauzade & Cl. Roux. 
Mörk skivlav ingår i släktet Schaereria och familjen Schaereriaceae.  Arten är reproducerande i Sverige. Inga underarter finns listade i Catalogue of Life.